# Livonia (Louisiana)
Livonia és una població dels Estats Units a l'estat de Louisiana. Segons el cens del 2000 tenia 1.339 habitants.

## Demografia
Segons el cens del 2000, Livonia tenia 1.339 habitants, 502 habitatges, i 380 famílies. La densitat de població era de 285,6 habitants/km².
Dels 502 habitatges en un 40,4% hi vivien nens de menys de 18 anys, en un 63,9% hi vivien parelles casades, en un 7,8% dones solteres, i en un 24,3% no eren unitats familiars. En el 21,5% dels habitatges hi vivien persones soles l'11% de les quals corresponia a persones de 65 anys o més que vivien soles. El nombre mitjà de persones vivint en cada habitatge era de 2,67 i el nombre mitjà de persones que vivien en cada família era de 3,1.
Per edats la població es repartia de la següent manera: un 28,2% tenia menys de 18 anys, un 8,6% entre 18 i 24, un 32,3% entre 25 i 44, un 21,4% de 45 a 60 i un 9,5% 65 anys o més.
L'edat mediana era de 33 anys. Per cada 100 dones de 18 o més anys hi havia 93 homes.
La renda mediana per habitatge era de 37.000 $ i la renda mediana per família de 42.721 $. Els homes tenien una renda mediana de 36.685 $ mentre que les dones 22.036 $. La renda per capita de la població era de 16.756 $. Entorn del 7,9% de les famílies i el 13,2% de la població estaven per davall del llindar de pobresa.

## Poblacions més properes
El següent diagrama mostra les poblacions més properes.